# フイン・ティ・タン・トゥイ
フイン・ティ・タン・トゥイ (Huỳnh Thị Thanh Thủy、2002年7月1日 - ) は、ベトナムのモデル。ミス・インターナショナル2024で優勝。
ミス・ベトナム2022の優勝者でもあった。